# Abingdon (Illinois)
Abingdon ist eine City im Knox County des US-Bundesstaats Illinois.
2020 zählte die Stadt 2951 Einwohner, mit einer Bevölkerungsdichte von fast 800 Einwohnern pro Quadratkilometer.

## Geographie
Abingdon liegt im südwestlichen Knox County. Die Illinois State Route 41 verläuft durch das Stadtzentrum und führt im Norden zu der 18 Kilometer entfernten Stadt Galesburg und im Süden nach Bushnell, das 32 Kilometer entfernt liegt.
Laut der Volkszählung von 2010 hat Abingdon eine Gesamtfläche von 1,46 Quadratmeilen (3,78 Quadratkilometer), davon alles Land.